# Rodovia Dr. Paulo Lauro e Dep. Vicente Botta

Rodovia Dr. Paulo Lauro e Dep. Vicente Botta (oficialmente são dois dos trajetos da SP-215), também conhecida como Rodovia São Carlos-Porto Ferreira, especificamente entre São Carlos, Descalvado, Porto Ferreira e Santa Rita do Passa Quatro, é uma rodovia situada na Região Administrativa Central, no interior de São Paulo.
É uma Rodovia transversal, e tem uma extensão de 51 quilômetros até Porto Ferreira, possuindo pista única com terceira faixa no trecho entre São Carlos e a Rodovia Anhanguera (SP-330), posteriormente adentra até a cidade de Casa Branca, onde também possui terceira faixa em alguns trechos de sua extensão.
Atualmente, a Rodovia Dr. Paulo Lauro e Dep. Vicente Botta é administrada sob concessão da empresa privada Intervias e apresenta um pedágios ao longo do trecho. 

## Denominação
Com uma propositura do deputado estadual Roberto Massafera, do PSDB, o trecho de rodovia entre os km 50 e 131, que até então não havia denominação oficial, foi objeto de projeto de lei em 2007 . Neste trecho a estrada recebeu a sua primeira denominação, Rodovia Vicente Botta, em homenagem ao ex-deputado estadual (mormente pelo PTB e ARENA) morto em 1994. Botta nasceu e morreu no mesmo município que representou durante sua carreira política, São Carlos.. O nome do primeiro prefeito negro de São Paulo, Paulo Lauro (1907-1983), nascido na cidade de Descalvado, localizada no seio do trecho da rodovia, foi mantido inalterado.

## Acesso

### Descrição do percurso
- km 146,700 - Trevo entroncamento com Rodovia Washington Luís
- km 146,500 - São Carlos - acesso pela Rodovia Washington Luís
- km 141 - Parque Itaipu - Bairros de São Carlos
- km 136 - Santuário de Nossa Senhora Aparecida da Babilônia - acesso pela SCA Leôncio Zambel
- km 131 - Divisa de São Carlos com Descalvado
- km - Salto do Pântano
- km 123 - Fazenda Bela Aliança
- km 117 - Descalvado - acesso pela Juvenal Pozzi
- km 111 - Descalvado - acesso pela Antonio Benedito Paschoal
- km 107,400 - SAU (sentido oeste)
- km 104,400 - Pedágio bidirecional
- km 100,990 - Radar (sentido leste)
- km 99,600 - Trevo entroncamento com Rodovia Anhangüera (SP-330)
- km 99,600 - Porto Ferreira - acesso direto